# 双环［2.2.1］庚烷-2-甲腈
双环[2.2.1]庚烷-2-甲腈是一种有机化合物，化学式为C8H11N，它可由降冰片烯-2-甲腈的氢化反应制得。它可以被还原为双环[2.2.1]庚烷-2-甲胺，或生成二(双环[2.2.1]庚烷-2-甲基)胺。在乙酸汞存在下，它可以在乙酸水溶液中水解为双环[2.2.1]庚烷-2-甲酰胺。